# Olympische Winterspiele 2002/Teilnehmer (Jugoslawien)
| Gelbes Symbol für Goldmedaillen mit stilisierten Olympischen Ringen | Graues Symbol für Silbermedaillen mit stilisierten Olympischen Ringen | Braundes Symbol für Bronzemedaillen mit stilisierten Olympischen Ringen |
| ------------------------------------------------------------------- | --------------------------------------------------------------------- | ----------------------------------------------------------------------- |
| —                                                                   | —                                                                     | —                                                                       |

Jugoslawien nahm 2002 zum zweiten Mal in dieser Konstellation an Olympischen Winterspielen teil. Nach Salt Lake City entsandte das Land 6 Athleten, die in zwei verschiedenen Disziplinen antraten. Es war das letzte Mal, dass der Name Jugoslawien verwendet wurde, ab den Olympischen Sommerspielen 2004 trat das Land unter dem Namen Serbien und Montenegro an.
Fahnenträgerin bei der Eröffnungsfeier war die Skiläuferin Jelena Lolović.

## Übersicht der Teilnehmer

### Bob
Männer, Vierer
- Dalibor Ðurđić, Boris Rađenović, Vuk Rađenović, Rašo Vucinić
25. Platz (3:15,55 min)

### Ski Alpin
Frauen
- Jelena Lolović
Riesenslalom: 40. Platz (2:42,04 min)
Slalom: Ausgeschieden (2. Lauf)

Männer
- Marko Đorđević
Riesenslalom: 41. Platz (2:33,65 min)
Slalom: 26. Platz (1:55,99 min)